# Manžel k pohledání
Manžel k pohledání (v anglickém originále Happily Divorced) je americký komediální televizní seriál z let 2011–2013. Námět vychází z osobní zkušenosti herečky Fran Drescher, která hraje hlavní roli.

## Synopse
Fran a Peter bydlí v Los Angeles a jsou manželé už 18 let. Fran provozuje malé květinářství, Peter je realitní makléř. Životy obou se obrátí naruby poté, co Peter manželce oznámí, že je gay. Rozvedou se sice spolu, ale protože Peter nemůže najít nové bydlení, zůstávají oba v jednom domě. Peter je tak svědkem Franiných pokusů navázat nový vztah s hudebním manažerem Elliotem. Fran svůj život řeší také se svou nejlepší kamarádkou Judi, se svými rodiči i se svým všetečným zaměstnancem Cesarem.

## Obsazení
| Fran Drescher        | Fran Lovett                                     |
| John Michael Higgins | Peter Lovett                                    |
| Tichina Arnold       | Judi Mann, Franina nejlepší kamarádka           |
| Valente Rodriguez    | Cesar, Franin zaměstnanec v květinářství        |
| Rita Moreno          | Dori Newmanová, Franina matka                   |
| Robert Walden        | Glenn Newman, Franin otec                       |
| D. W. Moffett        | Elliot, Franin milenec                          |
| Renée Taylorová      | Marilyn Kappelmaster, sousedka Franiných rodičů |
| Joan Collins         | sama sebe                                       |
| Harry Van Gorkum     | Neil, Franin nový soused                        |
| Colin Ferguson       | Chris, Peterův přítel                           |

## Seznam dílů

### První řada
1. Pilot (Pilot)
2. Postelové řečičky (Pillow Talk)
3. Výročí (Anniversary)
4. Rande s osudem (A Date with Destiny)
5. Staré krámy (Spousal Support)
6. Sladká samota (I Wanna Be Alone)
7. Láska přes internet (Someone Wants Me)
8. Není pusa jako pusa (A Kiss Is Just a Kiss)
9. Viva Las Vegas (Vegas Baby)
10. Milenec nebo milenka (Torn Between Two Lovettes)

### Druhá řada
1. Školní sraz (The Reunion)
2. Přiznání (Peter Comes Out, Again)
3. Tátova holčička (Daddy's Girl)
4. Rodinná hrobka (The Burial Plotz)
5. Vítězové a poražení (Swimmers and Losers)
6. Jeden na jednoho (Newman vs. Newman)
7. Dobrodruh (Adventure Man)
8. Všechno má svůj čas (Time in a Bottle)
9. Den matek (Mother's Day)
10. Fran-alyzuj to (Fran-alyze This)
11. Cesarova žena (Cesar's Wife)
12. Kdopak půjde z kola ven? 1/2 (Two Guys, a Girl and a Pizza Place: Part 1)
13. Kdopak půjde z kola ven? 2/2 (Two Guys, a Girl and a Pizza Place: Part 2)
14. Příbuzné si nevybereš (Meet the Parents)
15. Náhradní Fran (The Back-Up Fran)
16. Znovuzrození hvězdy (A Star Is Reborn)
17. Poslouchej vůdce (Follow the Leader)
18. Měj ráda svého souseda (Love Thy Neighbor)
19. Velký šok (The Biggest Chill)
20. Peterův přítel (Peter's Boyfriend)
21. Svatební přípravy (I Object)
22. Rozvedení se závazky (Happily Divorced... With Children)
23. Sex s nepřítelem (Fast and Furious)
24. Všechno zlé je k něčemu dobré (For Better or For Worse)